# Karabiner 98k
Súng trường Karabiner 98 kurz, thường được gọi ngắn gọn là K98k hay Kar98, Kar98k là một loại súng trường bắn phát một (bolt-action) lừng danh được sản xuất bởi nhà máy Mauser. Đây là một biến thể carabine của súng Gewehr 98. Khẩu súng trường này trở thành vũ khí tiêu chuẩn của quân đội Đức Quốc xã trong suốt 7 năm thế chiến thứ hai diễn ra (1939-1945).Trong thế chiến thứ 2, quân kháng chiến Châu Âu cũng thu giữ khẩu này Nó cũng được sử dụng khá nhiều bởi Quân đội Nhân dân Việt Nam trong thời kì Chiến tranh Đông Dương và Chiến tranh Việt Nam. Nhìn chung kể từ 1945 cho đến cuối thập niên 1990, đầu thập niên 2000 thì Kar98k vẫn xuất hiện hạn chế trong khá nhiều các cuộc xung đột vũ trang khác nhau trên toàn thế giới.

## Lịch sử ra đời
Kar98k được hãng Mauser phát triển vào năm 1935. Nó được phát triển dựa trên mẫu súng trường Gewehr 98 lừng danh của hãng đã có từ thời Thế chiến 1. Giống như "người tiền nhiệm" Gewehr 98 thì Kar98k rất linh hoạt, có độ chính xác rất cao, tầm bắn lên tới 500m khi ngắm bằng điểm ruồi với thước ngắm cơ khí trên súng và 800m khi ngắm bằng kính ngắm quang học.

## Các biến thể

### G40k
G40k (Gewehr 40 Kurz) là một phiên bản súng carbine thử nghiệm của Kar98k, G40k có tổng chiều dài 1000mm(39,37 in) với chiều dài nòng là 490mm(19,29 in) và nặng 3,2 kg(7,1 Ib) . Một lô 82 khẩu G40k được chế tạo tại nhà máy Mauser Obernorf vào năm 1941.

### Mauser KKW
Là một biến thể súng trường thiếu sinh quân, được giới thiệu lần đầu vào năm 1938. Sử dụng đạn .22 Training và chỉ nạp được một viên duy nhất sau mỗi lần bắn. Được dùng bởi các tổ chức bán quân sự, cảnh sát và Đoàn Thanh niên Hitler.

### Kriegsmodell Mauser
Bắt đầu từ cuối năm 1944, việc sản xuất Kar98k được chuyển sang
biến thể Kriegsmodell (mô hình chiến tranh) . Phiên bản này được làm đơn giản hóa để làm tăng tốc độ sản xuất: loại bỏ thanh gắn lưỡi lê, thanh giá súng cùng nhiều bộ phận được cho là không quan trọng. Các bộ phận như báng súng được hoàn thiện theo tiêu chuẩn thấp và nhiều bộ phận kim loại như khóa an toàn, lò xo nâng đạn, ... được dập đơn giản. Bu lông M98 cũng được làm hết sức đơn giản. Biến thể này không được các nhà máy sản xuất hàng loạt nhưng đã tồn tại ít nhất hai khẩu.

## Ưu điểm
Kar98k sử dụng đạn cỡ 7,92x57 mm. Bộ phận lên đạn của Kar98k được thiết kế giống y hệt mẫu Gewehr 98 trước đó. Nó có thể chứa tối đa 5 viên đạn trong ổ đạn. Tay kéo quy lát được làm cong xuống (thay vì làm thẳng như Gewehr 98 trước đó) để có thể dễ dàng gập vào bên hông phải của súng. Điều này giúp cho việc thao tác dễ dàng hơn, bắn nhanh hơn, đồng thời tạo sự thuận lợi cho các xạ thủ bắn tỉa khi sử dụng kính ngắm. Súng này có độ chính xác cao, uy lực mạnh, tầm bắn xa nên nó cực kỳ thích hợp làm súng bắn tỉa.
Mẫu K98k nguyên thủy sử dụng đầu ruồi làm thiết bị ngắm với đầu ruồi ở nòng có dạng hình tròn khuyết đầu và đầu ruồi sau dạng chữ V. Vào năm 1939, đầu ruồi được xử lý để bớt gây lóa mắt xạ thủ do nguồn sáng bên ngoài và để cho việc sản xuất được dễ dàng hơn. Sau này, các xạ thủ Đức còn cả lắp kính ngắm Zeiss ZF42 vào K98k, biến nó thành một trong những khẩu súng bắn tỉa mạnh nhất được sử dụng với số lượng lớn trong chiến tranh thế giới thứ 2. Báng súng của K98k được làm từ gỗ óc chó chất lượng cao được hãng Mauser gia công rất kĩ lưỡng và tỉ mỉ với nhiều lớp gỗ. Do đó, Kar98k nhẹ và linh hoạt hơn, giá thành cũng tương đối là rẻ. K98k có thể lắp thêm lưỡi lê S84/98 III để đánh cận chiến cùng với báng súng.

## Nhược điểm
Là loại súng trường bắn phát một, Karabiner 98k có tốc độ bắn chậm so với các loại súng trường bán tự động hay súng tiểu liên cùng thời. Số lượng đạn trong ổ đạn cũng khá là ít. Ổ đạn chỉ chứa được tối đa là 5 viên đạn cho mỗi lần nạp. Điều này lại càng bất tiện hơn nữa khi xạ thủ sử dụng kính ngắm vì phải nhét từng viên đạn một vào ổ đạn thay vì dùng kẹp đạn 5 viên để nạp đạn vào ổ đạn của súng. Nhưng đó cũng không phải là vấn đề quá lớn khi mà các mẫu súng cùng họ bắn phát một với Kar 98 trong Thế Chiến 2 như Mosin-Nagant (của Hồng Quân Liên Xô), M1903 Springfield (của Mỹ), Lee-Enfield (của Anh), Arisaka kiểu 99 (của Nhật Bản), MAS-36 (của Pháp),... cũng tồn tại nhược điểm tương tự như Kar 98.

## Những phiên bản khác
- Kar98K , Krausnick 560mm Lws03K

## Các quốc gia sử dụng
- Đức Quốc xã : Súng trường tiêu chuẩn của Đức quốc xã trong suốt Thế chiến 2
- Đức : Hiện nay vẫn còn được dùng trong các nghi lễ và diễu hành
- Đế quốc Nhật Bản : Mua từ Đức quốc xã để trang bị cho Hải quân Đế quốc Nhật Bản và Lục quân Đế quốc Nhật Bản
- Vương quốc Ý : Mua từ Đức quốc xã để trang bị cho lính Ý ở Mặt trận Bắc Phi cùng với những khẩu Carcano
- Tây Đức: Được sử dụng bởi Wachbataillon của Bundeswehr
- Đông Đức: Được Landstreitkräfte sử dụng tiêu chuẩn cho đến những năm 1960, thỉnh thoảng được sử dụng sau đó. Một số cũng được Kampfgruppen der Arbeiterklasse sử dụng , ngoài ra một số còn được gửi làm viện trợ cho Chính phủ Derg của Ethiopia
- Algeria: Được sử dụng bởi quân du kích Armée de Libération Nationale
- Tiệp Khắc : Được nhà máy Zbrojovka Brno của Tiệp Khắc và chế tạo và sản xuất và sau chiến tranh.
- Áo
- Phần Lan : Mua 600 khẩu súng trường và súng phóng lựu từ Đức quốc xã trong  Thế chiến 2 vì thiếu súng Mosin-Nagant phóng lựu nội địa, chỉ 100 khẩu được dùng trong chiến đấu.
- Israel : Nhận những khẩu Kar98k từ Tiệp Khắc sau Thế chiến 2, đổi sang sử dụng loại đạn 7,62×51mm NATO
- Liên Xô : Tịch thu từ Đức quốc xã trong thời Thế chiến II và sử dụng súng trường Karabiner 98k và chế tạo và sản xuất và sau chiến tranh và chuyển giao cho Việt Nam chống Đế quốc xâm lược và viện trợ cho các nước theo Xã hội Chủ nghĩa.
- Ba Lan Tịch thu từ trong tay của Đức Quốc Xã trong thời Thế chiến II
- Việt Nam Dân chủ Cộng hòa : Được viện trợ từ Cộng hòa Dân chủ Đức và Liên Xô và Trung Quốc và Khối Warszawa và các nước Châu Âu theo Khối Xã hội Chủ nghĩa.
- Cộng hòa Miền Nam Việt Nam Tịch thu từ trong tay của Pháp và Đế quốc Nhật Bản và phe Đồng minh.
- Algérie: Được sử dụng bởi Lực lượng Vũ trang Nhân dân Quốc gia Algérie
- Bồ Đào Nha: Được gọi là M/937B
- Vương quốc Romania: Có khoảng 27 000 khẩu nhận từ Đức quốc xã vào năm 1943
- Romania: Có khoảng 27 000 khẩu nhận từ Đức quốc xã vào năm 1943
- Bulgaria
- Thụy Điển: Mua 5000 khẩu từ Đức quốc xã vào năm 1939
- Trung Hoa Dân Quốc: Chính phủ Quốc dân Trung Hoa Dân Quốc đã nhập khẩu súng trường Karabiner 98k, giống như họ đã làm với Mauser Standardmodell trước đó, đồng thời sản xuất một bản sao được cấp phép của nó trong nước.
- Trung Quốc: Được Quân đội Chí nguyện quân Nhân dân sử dụng trong Chiến tranh Triều Tiên. Một số súng trường Karabiner 98k  mà PVA sử dụng ở Hàn Quốc được Liên Xô cung cấp dưới dạng viện trợ quân sự.
- Cộng hòa Dân chủ Nhân dân Triều Tiên Nhận viện trợ từ Liên Xô trong Chiến tranh Triều Tiên
- Thổ Nhĩ Kỳ: Nhận được trước và sau Thế chiến II
- Hà Lan: Tịch thu từ Đức quốc xã sau Thế chiến 2, được thay thế bằng súng trường Ross trong cùng năm (năm 1945)
- Pháp: Tịch thu từ Đức quốc xã sau Thế chiến II
- Tây Ban Nha thời Franco : Biến thể M/43 Mauser
- El Salvador: Karabiner 98k cỡ nòng 7,62mm NATO trước khi nhận vũ khí thừa của Hoa Kỳ
- Bolivia : Modelo B-50 của Tiệp Khắc
- Na Uy : Tịch thu từ Đức quốc xã sau Thế chiến II, được sửa đổi là Kar98kF1 dùng đạn .30-06 Springfield (7,62×63mm) , cuối cùng là Kar98kF2 dùng đạn 7,62×51mm NATO, được thay thế dần bởi Kongsberg M59, Kongsberg M67 và Heckler & Koch G3. Được trang bị chủ yếu cho các lực lượng dự bị từ năm 1973
- Đan Mạch
- Venezuela
- Vương quốc Liên hiệp Anh và Bắc Ireland : Thu được của quân đội Đức Quốc Xã và Phe Trục của Đức Quốc Xã trong Thế Chiến 2 tại khắp chiến trường Châu Âu và Châu Phi